# Las Tablas, Motozintla
Las Tablas är en ort i Mexiko.   Den ligger i kommunen Motozintla och delstaten Chiapas, i den sydöstra delen av landet, 900 km sydost om huvudstaden Mexico City. Las Tablas ligger 2 402 meter över havet och antalet invånare är 115.
Terrängen runt Las Tablas är bergig åt nordväst, men åt sydost är den kuperad. Runt Las Tablas är det ganska tätbefolkat, med 78 invånare per kvadratkilometer. Närmaste större samhälle är Motozintla de Mendoza, 11,4 km sydost om Las Tablas. Omgivningarna runt Las Tablas är en mosaik av jordbruksmark och naturlig växtlighet.